# Lo specialista (romanzo)
Lo specialista, titolo originale Demolition Angel, è un romanzo poliziesco di Robert Crais. È stato pubblicato nel 2000.
Il libro ha ottenuto  la Nomination al Premio Dilys 2001.

## Trama
Carol Starkey è morta in una terribile esplosione. Morta per centosessanta interminabili secondi. Poi il suo cuore ha ricominciato a battere. Quello di David "Sugar" Bordeaux, suo compagno e collega, invece, si è fermato per sempre. Lontano dalla Squadra Artificieri, di cui era il fiore all'occhiello, Starkey ha ripreso lentamente a vivere. Ma quando, tre anni dopo, un altro poliziotto muore dilaniato da una bomba, lei sa che non può continuare a nascondersi. Deve incastrare l'artefice di quei perfetti ordigni di morte, il folle artefice di quelle terribili esplosioni

## Edizioni in italiano
- Robert Crais, Lo specialista, traduzione di Stefano Bortolussi, Casale Monferrato: Piemme, 2000
- Robert Crais, Lo specialista, traduzione di Stefano Bortolussi, Casale Monferrato: Piemme pocket, 2002